# Peter Strasser (Radsportler)
Peter Strasser (* 30. April 1886 in Thonstetten; † unbekannt) war ein deutscher Radrennfahrer.

## Sportliche Laufbahn
Strasser war im Straßenradsport und im Bahnradsport aktiv. 1903 begann er mit dem Radsport zunächst im Sprint, später fuhr er auch Steherrennen. Ab 1909 konzentrierte er sich auf den Straßenradsport. Von 1910 bis 1912 und 1922 war er Berufsfahrer. 1910 siegte er in der zweiten Austragung von Mailand–München vor Fritz Schreiner und bei Rund um München. Auch Nürnberg–Plauen–Nürnberg konnte er in jener Saison für sich entscheiden. 1911 gewann er Nürnberg–München–Nürnberg und Hannover–Magdeburg–Hannover sowie das Ostdeutsche Straßenderby in Breslau vor Gustav Schulze und Adolf Huschke. Beim Sieg von Hans Hartmann wurde er Dritter im Rennen Rund um den Gletscher. 1912 wurde er Dritter bei Berlin–Cottbus–Berlin. 1914 war er erneut bei Nürnberg–München–Nürnberg erfolgreich, 1921 wurde er Dritter in diesem Rennen. 1922 kam er bei Rund um Frankfurt auf den 3. Platz.